# Kinloch (Whiskybrennerei)
Kinloch war eine Whiskybrennerei in Campbeltown, Argyll and Bute, Schottland. Sie gehörte zur Whiskyregion Campbeltown.
Der Betrieb wurde 1823 von Lamb, Colville & Co., wahrscheinlich zunächst als Mälzerei, gegründet. Ab 1825 dienten die Gebäude spätestens als Whiskybrennerei, die bis 1919 von derselben Gesellschaft betrieben wurde, als sie von West Highland Malt Distilleries Ltd. aufgekauft wurde. Als letzter Eigentümer gilt Duncan MacCallum, der sie 1924 erwarb und 1926 schloss. Nachdem es ihm nicht gelang den Betrieb zu veräußern, schenkte er das Gelände der Stadt, die als Park Square benannte Wohnhäuser darauf errichteten ließ. Im Jahre 1930 wählte Duncan MacCallum den Freitod.
Als Alfred Barnard im Rahmen seiner Whiskyreise im Jahre 1885 die Brennerei besuchte, verfügte sie über eine jährliche Produktionskapazität von 97.000 Gallonen. Es standen eine Grobbrandblase (Wash Still) mit einer Kapazität von 2900 Gallonen sowie zwei Feinbrandblasen (Spirit Stills) mit Kapazitäten von 1800 beziehungsweise 1700 Gallonen zur Verfügung. Es wurde ausschließlich Malt Whisky produziert.